# Herencia (Derecho)

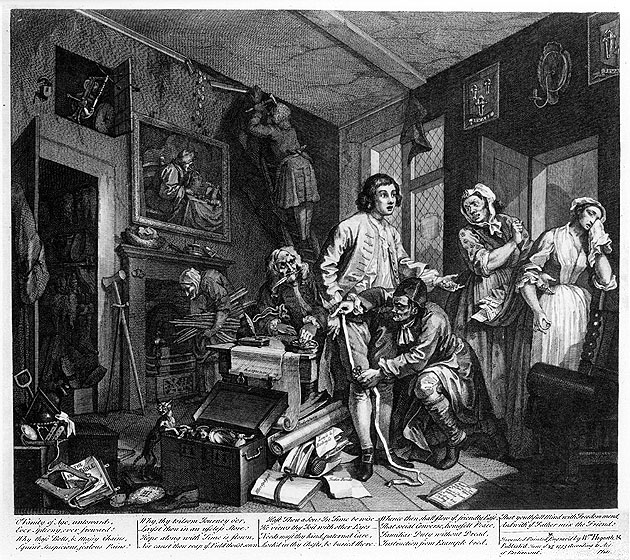
Grabado del humorista satírico William Hogarth, "El joven Tom toma posesión de su herencia", de la serie La vida de un libertino (A Rake's Progress). La justificación del derecho a la herencia en las sociedades contemporáneas se inspira en el liberalismo clásico de autores como John Locke. Otro autor de perfil liberal pero utilitarista («la mayor felicidad para el mayor número»), Jeremy Bentham, señaló las contradicciones entre los principios liberales y la herencia. Su discípulo, John Stuart Mill, economista de la escuela clásica, propuso la necesidad del concepto igualdad de oportunidades en una verdadera sociedad liberal.

La herencia, en la doctrina del Derecho, es el acto jurídico mediante el cual una persona dispone que, a su fallecimiento, se transmitan sus bienes, derechos y obligaciones (deudas) a otra(s) personas que, en conjunto, se denominan herederos(as). Heredero/heredera es la persona física o jurídica que tiene derecho al total o a una parte de los bienes de una herencia. El régimen jurídico que regula las herencias es el derecho de sucesiones. Las reglas de herencia difieren entre las distintas sociedades y se ven modificadas por los cambios legislativos viéndose además sujetas a la correspondiente legislación sobre el impuesto sobre sucesiones y donaciones.
Aunque aún no existe legislación al respecto, se llama herencia digital al conjunto de los bienes digitales (perfiles, archivos en redes sociales, cuentas, correos, documentos en la nube, fotografías, vídeos, archivos o accesos) que una persona tiene y que debería poder decidir sobre ellos cuando muera. Facebook usa el término contacto de legado para referirse a la persona a la que cada usuario puede nombrar para la administración de sus bienes digitales, en caso de fallecimiento.

## Aspectos históricos de la herencia
La antropología del parentesco es fundamental para conocer los mecanismos y tipos de transmisión de la herencia. En muchas sociedades la herencia tiene carácter patrilineal, donde solo los hijos varones pueden heredar, otras sociedades emplean la sucesión matrilineal, donde la propiedad solo puede pasar a lo largo de la línea femenina, más comúnmente va a los hijos de la hermana del difunto, o a las hijas de la madre. Otras sociedades utilizan la primogenitura (hijo mayor varón) y el mayorazgo para establecer la herencia. La distribución de la riqueza heredada es muchas veces desigual. La mayoría puede recibir poco o nada y un heredero recibir la mayor cantidad. Generalmente las hijas recibían globalmente menos que los hijos. La primogenitura, tradicionalmente, favorecía al varón de manera evidente. La dote y el ajuar para la boda son sistemas anticipados de herencia. La desigualdad en la herencia se mantiene en muchas sociedades actuales.
Algunas sociedades antiguas y la mayoría de los Estados modernos emplean la herencia igualitaria, sin discriminación de género ni de orden de nacimiento. También aparecen los bienes comunes como patrimonio de la comunidad o sociedad y sobre los que se preserva su carácter comunal, si bien pueden heredarse los derechos de uso si se cumplen una serie de condiciones. La herencia se abolió legalmente durante la Revolución de octubre de 1917 en Rusia, aunque posteriormente dicha abolición se derogó, en 1926. En la Constitución de la Unión Soviética de 1936, se admitía el derecho a heredar la propiedad personal.

## El Derecho hereditario y su fundamentación
Aunque puede indicarse que los principios en los que se asienta el derecho hereditario son la institución familiar, la propiedad privada y la autonomía de la voluntad es el Estado de Derecho el que sostiene su legitimidad y eficacia. Los principios de familia, propiedad privada y autonomía de la voluntad chocan con consideraciones del mismo corte liberal que las sostiene y que propugnan la abolición, modificación o corrección del derecho hereditario argumentado que constituye una fuente de desigualdad social, que es contraria a la iniciativa particular, la libre empresa y el acicate por el trabajo.
La justificación de la propiedad y su herencia en las sociedades contemporáneas están inspiradas en la ideología liberal de autores como Locke.
Pero no todos los autores defienden la naturalidad (derecho natural) de la herencia; por ejemplo, el liberal utilitarista Jeremy Bentham, refiriéndose concretamente al derecho a la propiedad y la herencia, afirma su contraposición a la libertad, en contra de la afirmación del liberalismo, pues implica que se parte de situaciones desiguales que impiden a otros ejercer la plena libertad. John Stuart Mill, discípulo de Bentham y utilitarista liberal propuso una defensa de la igualdad más allá de la mera igualdad ante la ley, la denominó igualdad de oportunidades, término de notable éxito en todo el espectro de la filosofía política -desde el liberalismo al socialismo-. Para Stuart Mill, los individuos deberían tener las mismas oportunidades en la vida para realizarse a sí mismos o para alcanzar las mismas metas.
La fiscalidad sobre la herencia y también sobre la propiedad privada supone una reconciliación entre el derecho a la herencia y la necesidad de garantizar cierto grado de igualdad social. En este sentido, el economista francés Thomas Piketty expone, en su libro El capital en el siglo XXI, publicado en el 2013, cómo la concentración de la riqueza y su distribución durante los últimos 250 años crece más rápido que la economía, lo que provoca un aumento de la desigualdad. Para este autor, es necesario evitar lo que denomina capitalismo patrimonial en el que la herencia es un componente importante. Piketty propone la instauración a nivel global de impuestos progresivos y un impuesto mundial sobre la riqueza. En relación con las consecuencias de la desigualdad, el libro Desigualdad: Un análisis de la (in)felicidad colectiva, de Richard Wilkinson y Kate Pickett, concluye que existen efectos sociales perniciosos de la desigualdad que pueden y deben corregirse. El economista Miles Corak habría establecido la relación indirecta entre desigualdad de ingresos y movilidad social intergeneracional, destacando la importancia que tiene la riqueza y la herencia de los padres en el futuro de los hijos en las sociedades más desiguales. Así, cuanta mayor desigualdad económica sufran los padres menos movilidad social tendrán sus hijos.

## Aspectos legales sobre la herencia

### La herencia - caudal hereditario
La herencia es el conjunto de bienes, derechos y obligaciones que forman el patrimonio de una persona a su fallecimiento y que puede recibir el nombre de caudal hereditario (caudal relictio). El caudal hereditario lo forma el patrimonio del causante en el momento de la muerte, eliminando aquellos bienes, derechos y obligaciones que se extinguen por el hecho de la muerte (derechos y obligaciones vitalicios y los personalísimos). Este caudal se relaciona en el inventario de bienes con su correspondiente pasivo.

### Herederos
Los herederos son las personas físicas o jurídicas que suceden a título universal, es decir, en la totalidad o parte alícuota de sus bienes, a otra persona fallecida. De esta forma, pasan a ser titulares de los bienes, derechos y obligaciones de los que era titular el causante que no se extinguen con la muerte y que no han sido específicamente legados a otra persona.
La designación de herederos o de la herencia puede hacerse por el causante en testamento o venir determinado por la ley, ya sea por ausencia de testamento, o por aplicación de normas imperativas como las legítimas.
El heredero puede ser el que como tal figura en un testamento, o bien, aquellos a los que la ley reconoce tal condición legal, ya sea por ausencia de testamento, o por aplicación de normas imperativas como las legítimas.
El heredero asume, principalmente, la titularidad de relaciones patrimoniales, pero se convierte también en titular de algunos derechos personales que de otro modo serían intransmisibles.
Al heredero la ley suele atribuirle diversas facultades, entre ellas:
- Aceptar o renunciar a la herencia (normalmente cuando hay deudas),[22] o aceptarla a beneficio de inventario (si hay deudas solo se responde con los bienes heredados). Solo al producirse la aceptación, el llamado a la herencia se convierte en heredero.
- Disponer por actos inter vivos o mortis causa de la misma, aun antes de haber entrado en su posesión.
- Legitimidad para impugnar el testamento, oponerse al mismo y cuantas acciones judiciales considere necesarias para defender sus derechos.

Para el heredero, una herencia es el total (si es heredero único) o una parte genérica del patrimonio del testador. Cuando el testador decide dar bienes concretos a un heredero, esto recibe el nombre de legado, y el heredero sería un legatario. El heredero a veces se confunde con la figura del legatario. Sin embargo, un legatario, como receptor de un simple legado, no tiene los mismos derechos de defensa de la herencia que el heredero, y no sucede al causante a título universal.

#### Capacidad para ser herederos
Pueden ser herederos todos aquellos que no estén incapacitados para ello expresamente por la ley. Existen algunas limitaciones que impiden convertirse en heredero, no en términos absolutos, pero sí de determinadas personas. Así, normalmente no pueden heredar al testador:
- El sacerdote que lo hubiera confesado en su última enfermedad, sus parientes dentro del cuarto grado, o su iglesia, cabildo, comunidad o instituto.
- Su tutor o curador, salvo que estuvieran definitivamente aprobadas las cuentas después de la extinción de la tutela o curatela, o que éstas no tuvieran que rendirse.
- El notario que haya autorizado el testamento, su cónyuge, parientes o afines dentro del cuarto grado, excepto si se trata de heredar cosas muebles o cantidades de poca importancia en relación con el caudal hereditario.
- Los testigos del testamento abierto, otorgado con o sin notario.
- Las personas ante las que se otorguen testamentos especiales.

### Regulación de las herencias
El derecho de sucesión y la herencia son una materia ampliamente regulada en todos los países, en la que existen dos tipos de normas aplicables a la misma:
- Normas imperativas, que rigen en todo caso, y limitan la voluntad del testador.
- Normas dispositivas, que rigen en ausencia de voluntad del testador (sucesión intestada).

### Documentos necesarios para preparar una escritura de herencia
- Título sucesorio: Es un certificado de defunción, certificado de últimas voluntades y copia autorizada del testamento o acta de declaración de herederos abintestato.
- Documentos relativos a bienes incluidos en la herencia:  relación de bienes y deudas, certificado de saldos bancarios, escritura de propiedad de inmuebles, etc.
- Certificado de seguros de vida.
- Dependiendo de la legislación de cada país se puede exigir más documentación.

Según cada  ordenamiento jurídico y el mayor o menor grado de normas imperativas, se dará mayor o menor ámbito de actuación al testador. De este modo, existen ordenamientos jurídicos muy limitativos a la voluntad del causante, imponiendo figuras como la legítima, y otras que permiten la casi total disposición por parte del causante de sus bienes.

## Impuestos sobre la herencia
La herencia, como acto jurídico, es también un hecho imponible y está sujeta a retención fiscal. Al ser una fuente de ingresos para el heredero, la mayoría de los estados la gravan en mayor o menor medida mediante impuestos generalmente progresivos y, en algunos países, con cantidades mínimas exentas de tributación. Se considera que el impuesto sobre la herencia tiene un efecto redistributivo.
Las posiciones más conservadores defienden la exención total impuestos a la herencia o la tributación mínima. Las posiciones más igualitarias defienden la progresividad fiscal y el impuesto sobre la riqueza que debería afectar a la herencia.

### Impuestos sobre la herencia en España
En España, el derecho a la herencia está reconocido en la Constitución Española de 1978, en su artículo 33, junto al derecho a la propiedad privada. Puede ser habitual que existan conflictos entre los herederos a la hora de repartir la herencia, especialmente cuando existen bienes inmuebles a repartir entre varios herederos y unos quieren vender y otros no. La solución es un proceso judicial de división de cosa común. Es necesario un abogado experto en herencias, el trámite puede gastar varios años. Otra solución poco conocida pero muy efectiva es vender los derechos hereditarios a empresas especializadas en comprar herencias y proindivisos. En cuanto a la fiscalidad, se debe tener en cuenta que existen seis meses desde la fecha de la defunción para liquidar todos los impuestos que de la herencia dimanen aunque en ocasiones se puede solicitar prórroga. En algunas comunidades hay algunos tipos de exenciones fiscales. Se incluye obligación fiscal la derivada del impuesto sobre el incremento del valor de los bienes urbanos conocido como plusvalía. La fiscalidad de la herencia está regulada en la Ley 29/1987, de 18 de diciembre, del Impuesto sobre Sucesiones y Donaciones, en el Real Decreto 1629/1991, de 8 de noviembre, por el que se aprueba el Reglamento del Impuesto sobre Sucesiones y Donaciones y en el caso de Cataluña en la Ley 10/2008, de 10 de julio, del libro cuarto del Código Civil de Cataluña, relativo a las sucesiones.

## Desigualdad

### Respuesta soviética
Ya que el comunismo está basada en la teoría marxista del trabajo, cualquier dinero acumulado en el curso de la vida es justificado si este es el fruto del propio trabajo del individuo y no de la explotación de otros. El gobierno comunista instaurado tras la revolución rusa decidió la abolición del derecho a herencia, salvo algunas excepeciones.

## La herencia digital
Herencia digital es el conjunto de los bienes digitales (perfiles, archivos en redes sociales, cuentas, correos, documentos en la nube, fotografías, vídeos, archivos o accesos) que una persona tiene y que debería poder decidir sobre ellos para cuando muera, tema aún sin legislar.